# Otwornice
Otwornice (Foraminifera) – grupa organizmów należących do królestwa protistów.
Posiadają skorupki zbudowane z węglanu wapnia (CaCO3) lub ze zlepionych ziarenek piasku (otwornice aglutynujące). Pod względem trybu życia wyróżnia się otwornice planktoniczne oraz bentoniczne. Najstarsze otwornice pochodzą z kambru (era paleozoiczna). W pancerzykach znajdują się małe otworki (apertura), przez które otwornice mogą wypuszczać nibynóżki – retikulopodia. Otwornice mają duże znaczenie w oznaczaniu wieku skał, oraz warunków ich powstawania, zwłaszcza w przypadkach, kiedy jest dostępna mała ilość materiału skalnego (np. w rdzeniach wiertniczych).
Opisano około 4000 żyjących oraz wiele wymarłych gatunków organizmów zaliczanych do gromady Foraminifera. Występują we wszystkich środowiskach morskich od biegunów po równik.

## Morfologia
- organizmy jednokomórkowe;
- skorupka jedno- lub wielokomorowa;
- komory łączą się ze sobą poprzez wewnętrzne otwory – foramen;
- skorupka posiada co najmniej jedną aperturę (ujście);
- do miękkiej części ciała zaliczamy reticulopodia (wyrostki cytoplazmatyczne = nibynóżki), odpowiadające za:
  - lokomocję,
  - oddychanie,
  - gromadzenie pożywienia,
  - udział w budowaniu skorupki,
  - udział w budowaniu cyst ochronnych.

## Typy skorupek
- organiczne – kompleks protein i mukopolisacharydów wydzielany przez komórkę
- aglutynowane – materiał zebrany ze środowiska: ziarna piasku, okrzemki, igły gąbek; wbudowany w warstwę mukopolisacharydową;
- wapienne:
  - porcelanowe,
  - szkliste,
  - mikrogranulowane (perforowane);
- krzemionkowe – zbudowanie z bezpostaciowego opalu lub chalcedonu.

## Biologia

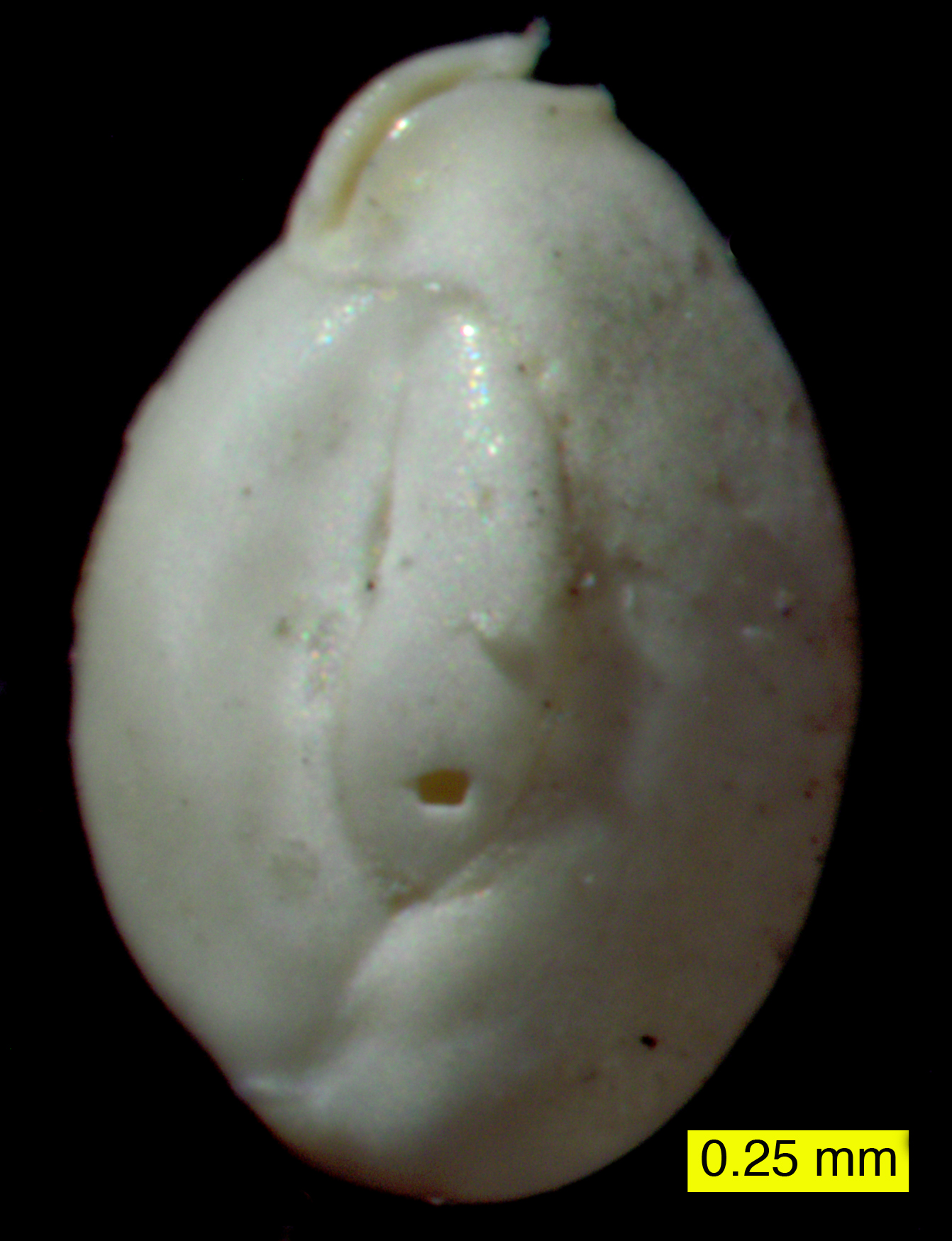
Quinqueloculina

Są heterotrofami odżywiającymi się na drodze fagocytozy. Do chwytania ofiar używają retikulopodiów. Otwornice planktonowe oraz bentosowe zasiedlające płytkie wody mogą zawierać w swej plazmie endosymbiotyczne komórki okrzemek, bruzdnic i zielenic, które migrują na zewnątrz do retikulopodiów w celu zwiększenia ekspozycji na światło.
W zależności od gatunku mogą być:
- roślinożercami (bakterie, glony, spory, gamety glonów);
- drapieżnikami (Sarcodina, Radiolaria);
- wszystkożercami (części roślin i zwierząt; szczątki Copepoda, Mollusca, Nematoda, Echinodermata).

## Cykl życiowy
Spośród opisanych gatunków, cykl życiowy poznany został u zaledwie około 20 gatunków. Występuje tu wielka różnorodność pod względem sposobu reprodukcji, jakkolwiek regularne następowanie po sobie pokoleń rozmnażających się w sposób płciowy i bezpłciowy jest cechą charakterystyczną otwornic. Osobniki pokolenia płciowego nazywane są osobnikami megalosferycznymi, ponieważ mają dużą komorę zarodkową (prolokulus), a osobniki pokolenia bezpłciowego – osobnikami mikrosferycznymi (mają małą komorę zarodkową).

## Badania
Skorupki otwornic planktonowych jako skamieniałe pozostałości wykorzystywane są przez geologów jako paleoekologiczne i biostratygraficzne indykatory, a pozostałości skorupek otwornic bentosowych często wykorzystywane były w poszukiwaniu złóż ropy naftowej.
Skorupki wykorzystywane są również jako piasek do usypywania dróg komunikacyjnych – wyspa Bali. Większość światowych zasobów kredy, wapieni i marmurów składa się między innymi z ich skorupek. Również większość kamieni użytych do budowy piramid egipskich pochodzi od skamieniałości otwornicowych.
Zanim zostaną pogrzebane w dnie, skorupki otwornic mogą służyć również jako domki lub miejsce składania jaj dla wielu drobnych organizmów tkankowych, takich jak: wieloszczety, nicienie, widłonogi, równonogi (Isopoda) i inne.
Masowe wymieranie większości gatunków otwornic na pograniczu kredy i trzeciorzędu było jedną z przesłanek poszukiwania przyczyn wymierania kredowego.